# Desisa celebensis
Desisa celebensis là một loài bọ cánh cứng trong họ Cerambycidae.